# Miep Eijffinger
Wilhelmina Cornelia (Miep) Eijffinger-Vuurman (Rijswijk, 24 juli 1911 – Den Haag, 9 september 2011) was een Nederlandse kunsthandelaar. Van 1940 tot 1976 dreef zij kunsthandel Martinus Liernur in de Zeestraat in Den Haag.
Miep Vuurman werkte aan het conservatorium toen zij in 1939 kunsthandelaar August A.M. Eijffinger (1887-1941) ontmoette. Het stel trouwde in juni 1940, Eijffinger overleed nog geen jaar later. Hij had in 1937 de kunsthandel van de overleden Martinus Liernur aan de Zeestraat 63 overgenomen, zijn weduwe zette de zaak voort. In de Zeestraat waren verscheidene kunsthandels gevestigd; tegenover Liernur was Pieter A. Scheen, en naast Liernur (op huisnummer 65) was fotograaf Henri Berssenbrugge gevestigd. Liernur had twee kamers en een suite.
Eijffinger overleed niet lang na haar 100e verjaardag.

## Kunsthandel
De kunsthandel specialiseerde zich in het begin in werk uit de Franse school, de Impressionisten. Na het overlijden van haar man in 1941 werd het voor Miep Eijffinger onmogelijk vrij naar Frankrijk te reizen. Ze kocht wat schilderijen op veilingen en na de Tweede Wereldoorlog richtte zij zich op hedendaagse schilders. Ze handelde in schilderijen van de leden van de Haagse Kunstkring, onder wie Kees Andrea, Piet Klaasse en Else Lindorfer. Vlak na de oorlog lag de handel bijna stil, maar in de jaren 60 bloeide hij weer op. Ze bezocht vaak de kunstenaars in hun atelier, om daar een keuze te maken uit hun werk. In 1957 ontmoette Eijffinger de schilderes Else Lindorfer. Ze raakten bevriend, bezochten samen tentoonstellingen en reisden naar Frankrijk. Lindorfer, die vooral aquarellen schilderde, maakte een portret in olieverf van Eijffinger.

### Enkele exposities
Voor de oorlog was er in de kunsthandel een expositie van Greet Feuerstein, bestaande uit portretten en stillevens van 1933. Jan Roëde had zijn eerste expositie in 1945. In 1950 exposeerde Harm Kamerlingh Onnes hier, en sindsdien bijna jaarlijks. In 1957 had Har Sanders er zijn eerste (solo)expositie. In de jaren 60 exposeerden onder anderen Lily ter Kuile, Hans de Jong, Adriana Baarspul, Jan de Rooden en Elisabeth Gerst bij de kunsthandel.

### Jubileum
In oktober 2001 werd ter gelegenheid van Miep Eijffingers 90ste verjaardag een jubileumtentoonstelling gehouden met werken uit haar collectie, in Kunstzaal Van Heijningen op het Noordeinde. De collectie omvatte werk van Kees Andrea, Willy Belinfante, Hermanus Berserik, Annie Borst Pauwels, Poek Buurmann, Elisabeth Gerst, Laetitia de Haas, Henk Hemmes, Cecile Hessels, Frida Holleman, Harm Kamerlingh Onnes, Piet Klaasse, Miep de Leeuwe, Else Lindorfer, Else Lohmann, Ina Orbaan, Hendri van der Putten, Etie van Rees, Willy Rieser, Kees van Roemburg, Lieske van der Seyp, Arnold Smith en Lies Was. 